# Bingöl (Provinz)
Bingöl (kurdisch Çewlig; zazaisch Çolig) ist eine türkische Provinz in Ostanatolien. Sie grenzt an die Provinzen Tunceli, Erzincan, Elazığ, Erzurum, Muş und Diyarbakır.
Die Provinzhauptstadt heißt ebenfalls Bingöl, der alte Name ist aber Çapakçur. Der Name Bingöl wurde der Provinz angeblich wegen der vielen Seen gegeben (Bin göl türkisch für „Tausend Seen“). Auf Zazaisch und Kurdisch heißt Bingöl Çolig/Çewlig, was „Garten/Acker an einem Fluss“ bedeutet.

## Geschichte
Die Provinz Bingöl stand unter der Herrschaft verschiedener Reiche, von denen Urartu das erste bekannte war. Der assyrische König Assurbanipal eroberte Bingöl 660 v. Chr. Im 7. Jahrhundert v. Chr. wurde Bingöl Teil des ersten persischen Großreichs. Die Perser wurden von den Seleukiden abgelöst. 60 v. Chr. eroberten die Römer das Gebiet von den Arsakiden. Im Jahr 395 wurde Bingöl Teil des Byzantinischen Reiches, das hier mit Unterbrechungen bis zum Einfall der Araber im Jahr 651 herrschte.
Nach der Islamisierung der Region etablierten sich im 13. Jahrhundert türkische Beyliks. Eines davon waren die Rum-Seldschuken, die Bingöl 1230 einnahmen. 1243 eroberten die Ilchane das Gebiet, nachdem sie die Rum-Seldschuken besiegt hatten. Den Ilchanen folgten die Aq Qoyunlu und ihnen die Safawiden. Die Safawiden wurden 1515 von den Osmanen besiegt. 1844 war Bingöl Teil des Vilâyet Erzurum. 1848 wurde Bingöl anlässlich einer Verwaltungsreform einer anderen Provinz, diesmal Diyarbakır, zugeschlagen. Bis zum Ersten Weltkrieg blieb Bingöl osmanisch, geriet jedoch im Juni 1916 unter russische Besatzung. Die Russen zogen sich 1917 zurück. Bingöl wurde als Teil des Vilâyets Genç Teil der Türkei. In den Anfangsjahren der türkischen Republik lag Bingöl im Bereich der kurdischen Aufstände, z. B. des Scheich-Said-Aufstands 1925. Per Gesetz wurde Bingöl im Januar 1936 Provinzhauptstadt und Genç Kreishauptstadt (İlçe).

## Verwaltungsgliederung
1881 wurde das Vilâyet Bitlis gegründet und die Kreise Çapakçur und Genç dort angegliedert. Kiğı kam zu Erzincan und Karlıova zu Muş. 1923 bis 1929 gehörte Bingöl zum Vilayet Elazığ, danach zu Muş. 1936 wurde Bingöl mit den Kreisen Çapakçur, Genç, Karlıova, Solhan und Kiğı (von Erzincan) eine eigenständige Provinz. 1945 wurde der Name der Kreisstadt und des Kreises von Çapakçur in Bingöl geändert.
Die Provinz ist in acht Landkreise (İlçe) untergliedert:
- Adaklı (Kurdisch: Azapêrte)
- Bingöl
- Genç (Zazaisch: Daraheni)
- Karlıova (Kurdisch: Kanîreş, Zazaisch: Hêniyo Serdın)
- Kiğı (Zazaisch: Cağiye; Kurdisch: Gexiye)
- Solhan (Zazaisch: Boglan; Kurdisch: Bongilan)
- Yayladere (Kurdisch: Xolxol)
- Yedisu (Kurdisch: Çerme)

| Kreis- code 1     | Landkreis (İlçe)  | Fläche 2 (km²) | Bevölkerung (2020) 3 | Bevölkerung (2020) 3       | Anzahl der Einheiten   | Anzahl der Einheiten  | Anzahl der Einheiten | Bevölke- rungs- dichte (Ew./km²) | städt. Anteil (in %) | Sex Ratio 4 | Grün- dungs- datum 5, 6 |
| Kreis- code 1     | Landkreis (İlçe)  | Fläche 2 (km²) | Landkreis (İlçe)     | Verwal- tungssitz (Merkez) | Gemein- den (Belediye) | Stadt- viertel (Mah.) | Dörfer (Köy)         | Bevölke- rungs- dichte (Ew./km²) | städt. Anteil (in %) | Sex Ratio 4 | Grün- dungs- datum 5, 6 |
| ----------------- | ----------------- | -------------- | -------------------- | -------------------------- | ---------------------- | --------------------- | -------------------- | -------------------------------- | -------------------- | ----------- | ----------------------- |
| 1750              | Adaklı            | 825            | 8.509                | 3.122                      | 1                      | 7                     | 32                   | 10,3                             | 36,69                | 892         | 1987                    |
| 1344              | Genç              | 1.443          | 33.902               | 20.801                     | 1                      | 5                     | 68                   | 23,5                             | 61,36                | 929         | 1926                    |
| 1446              | Karlıova          | 1.566          | 29.313               | 8.732                      | 1                      | 6                     | 47                   | 18,7                             | 29,79                | 969         | 1934                    |
| 1475              | Kiğı              | 483            | 4.863                | 2.957                      | 1                      | 3                     | 25                   | 10,1                             | 60,81                | 722         |                         |
| 1193              | Merkez            | 1814           | 165.867              | 125.375                    | 3                      | 29                    | 88                   | 91,4                             | 78,89                | 1002        | 1935                    |
| 1633              | Solhan            | 1.033          | 34.326               | 20.056                     | 2                      | 7                     | 27                   | 33,2                             | 66,15                | 989         | 1932                    |
| 1855              | Yayladere         | 417            | 2.160                | 1.157                      | 1                      | 6                     | 20                   | 5,2                              | 53,56                | 613         | 1987                    |
| 1996              | Yedisu            | 423            | 2.828                | 1.413                      | 1                      | 5                     | 13                   | 6,7                              | 49,96                | 856         | 1990                    |
| PROVINZ 12 Bingöl | PROVINZ 12 Bingöl | 8.004          | 281.768              |                            | 11                     | 68                    | 320                  | 35,2                             | 68,05                | 975         |                         |

## Bevölkerung

### Ergebnisse der Bevölkerungsfortschreibung
Nahezu 300.000 Menschen leben in Bingöl (Stand Ende 2020), davon etwa 68 Prozent in Städten. Hier leben Kurden, Zaza, Türken, Lasen, Tscherkessen. In der Provinz gibt es Sunniten und Aleviten.
Nachfolgende Tabelle zeigt die jährliche Bevölkerungsentwicklung am Jahresende nach der Fortschreibung durch das 2007 eingeführte adressierbare Einwohnerregister (ADNKS). Außerdem sind die Bevölkerungswachstumsrate und das Geschlechterverhältnis (Sex Ratio d. h. Anzahl der Frauen pro 1000 Männer) aufgeführt.

Der Zensus von 2011 ermittelte 261.276 Einwohner, das sind ca. 7.500 Einwohner mehr als zum Zensus 2000.

| Jahr  | Bevölkerung am Jahresende | Bevölkerung am Jahresende | Bevölkerung am Jahresende | Wachstums- rate der Be- völkerung (in %) | Geschlechter verhältnis (Frauen auf 1000 Männer) | Rang (unter den 81 Provinzen) |
| Jahr  | gesamt                    | männlich                  | weiblich                  | Wachstums- rate der Be- völkerung (in %) | Geschlechter verhältnis (Frauen auf 1000 Männer) | Rang (unter den 81 Provinzen) |
| ----- | ------------------------- | ------------------------- | ------------------------- | ---------------------------------------- | ------------------------------------------------ | ----------------------------- |
| 2020  | 281.768                   | 142.670                   | 139.098                   | 0,70                                     | 975                                              | 62                            |
| 2019  | 279.812                   | 141.818                   | 137.994                   | −0,5                                     | 973                                              | 64                            |
| 2018  | 281.205                   | 143.524                   | 137.681                   | 2,87                                     | 959                                              | 64                            |
| 2017  | 273.354                   | 139.182                   | 134.172                   | 1,41                                     | 964                                              | 64                            |
| 2016  | 269.560                   | 137.588                   | 131.972                   | 0,89                                     | 959                                              | 63                            |
| 2015  | 267.184                   | 136.601                   | 130.583                   | 0,44                                     | 956                                              | 64                            |
| 2014  | 266.019                   | 135.529                   | 130.490                   | 0,19                                     | 963                                              | 64                            |
| 2013  | 265.514                   | 135.739                   | 129.775                   | 1,15                                     | 956                                              | 64                            |
| 2012  | 262.507                   | 134.570                   | 127.937                   | 0,09                                     | 951                                              | 64                            |
| 2011  | 262.263                   | 134.647                   | 127.616                   | 2,78                                     | 948                                              | 64                            |
| 2010  | 255.170                   | 128.731                   | 126.439                   | −0,22                                    | 982                                              | 64                            |
| 2009  | 255.745                   | 130.375                   | 125.370                   | −0,14                                    | 962                                              | 64                            |
| 2008  | 256.091                   | 130.979                   | 125.112                   | 1,80                                     | 955                                              | 64                            |
| 2007  | 251.552                   | 128.144                   | 123.408                   | −                                        | 963                                              | 63                            |
| 20001 | 253.739                   | 131.440                   | 122.299                   |                                          | 930                                              | 66                            |

1 Zensus 2000

### Volkszählungsergebnisse
Nachfolgende Tabellen geben die bei den 12 Volkszählungen dokumentierten Einwohnerstände der Provinz Bingöl wieder.
Die Werte der linken Tabelle sind E-Books (der Originaldokumente) entnommen, die Werte der rechten Tabelle entstammen der Datenabfrage des Türkischen Statistikinstituts TÜIK – abrufbar über diese Webseite:
| Jahr | Bevölkerung | Bevölkerung | Rang |
| Jahr | Provinz     | Türkei      | Rang |
| ---- | ----------- | ----------- | ---- |
| 1940 | 70.184      | 17.820.950  | 61   |
| 1945 | 75.510      | 18.790.174  | 61   |
| 1950 | 97.328      | 20.947.188  | 61   |
| 1955 | 113.341     | 24.064.763  | 65   |
| 1960 | 131.364     | 27.754.820  | 65   |

| Jahr | Bevölkerung | Bevölkerung | Rang |
| Jahr | Provinz     | Türkei      | Rang |
| ---- | ----------- | ----------- | ---- |
| 1965 | 150.521     | 31.391.421  | 65   |
| 1970 | 177.951     | 35.605.176  | 64   |
| 1975 | 210.804     | 40.347.719  | 64   |
| 1980 | 228.702     | 44.736.957  | 64   |
| 1985 | 241.548     | 50.664.458  | 63   |
| 1990 | 250.966     | 56.473.035  | 65   |
| 2000 | 253.739     | 67.803.927  | 66   |

Anzahl der Provinzen bezogen auf die Censusjahre:
- 1940 bis 1950: 63 Provinzen
- 1955: 67 Provinzen
- 1960 bis 1985: 73 Provinzen
- 1990: 73 Provinzen
- 2000: 81 Provinzen

## Geographie
Bingöl hat eine Fläche von 8004 km² und liegt im Durchschnitt 1200 m hoch. Der höchste Berg ist mit etwa 3200 m der Bingöl-Berg. Daneben gibt es noch die Berge Karir (2373 m), Şeytan (2906 m), Çavreş (2246 m), Serçelîk (2900 m) und Cotela (2940 m). Da Bingöl sehr gebirgig ist, gibt es wenige Ebenen, die größte Ebene ist in Genç mit 60 km² und in Bingöl-Zentrum mit 80 km². Die Sommerweiden liegen durchschnittlich 1500 m hoch. Einige davon heißen Bazirgan, Kandil, Mirgemir und Masla.
Der Fluss Murat ist der größte Fluss in Bingöl. Daneben gibt es noch den Fluss Peri Çayı. Einige Seen sind Kerkis Gölü, Zirlir Gölü und Sar Gölü.
Im Westen der Provinz befindet sich die Gayt-Talsperre am Gayt Çayı, einem Nebenfluss des Murat.
Bingöl ist arm an Rohstoffen. Man findet Eisenerz in Genç und Karlıova.

## Sehenswürdigkeiten
- Yüzen Ada – Die Schwimmende Insel

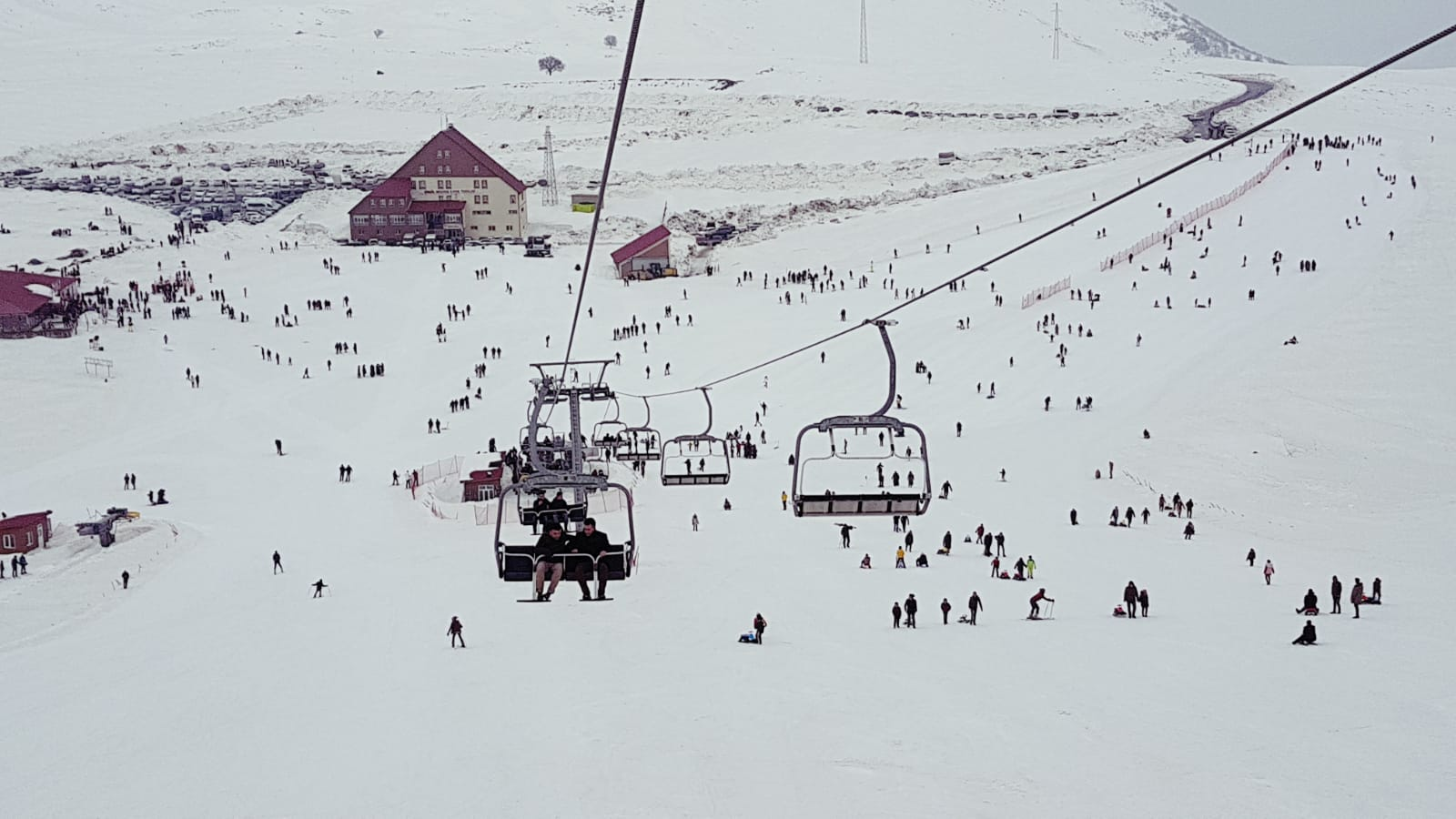
Die Skianlagen von Hesarek

- Buban Bacaları – Die Schornsteine von Buban
- Zağ Mağaraları – Die Höhlen von Zağ
- Çır Şelalesi – Der Wasserfall von Çır
- Hesarek Kayak Tesisleri – Die Skianlagen von Hesarek

## Persönlichkeiten
- Muhammet Akagündüz (* 1978), Fußballspieler
- Egemen Bağış (* 1970), Politiker und Europaminister
- Hüseyin Erdem (* 1949), Schriftsteller
- Servet Kocakaya (* 1973), Sänger
- Cevdet Yılmaz (* 1967), türkischer Politiker
- Haydar Zorlu (* 1967), Schauspieler